# 鹹田 (西貢)

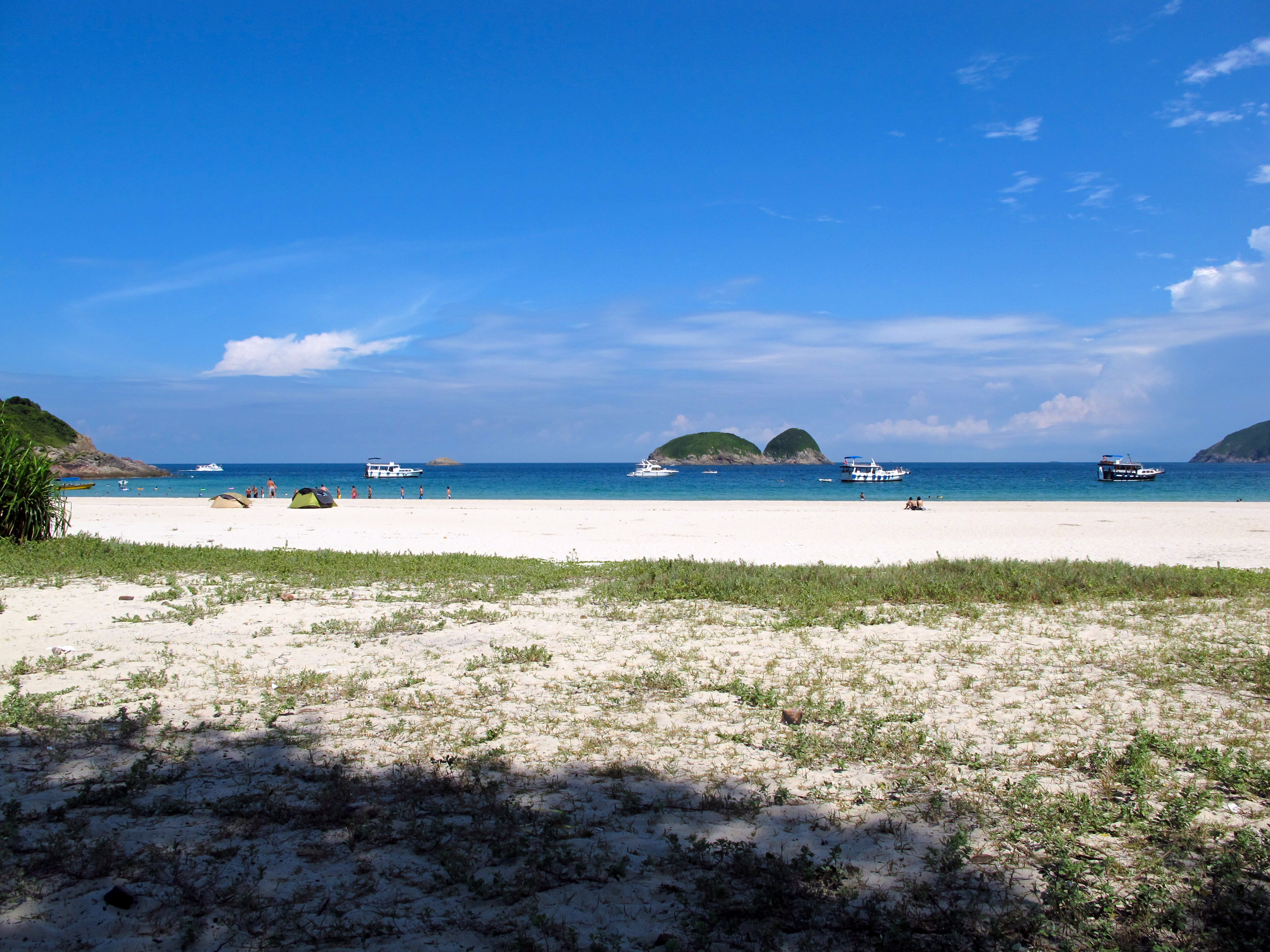
鹹田灣（2010年）

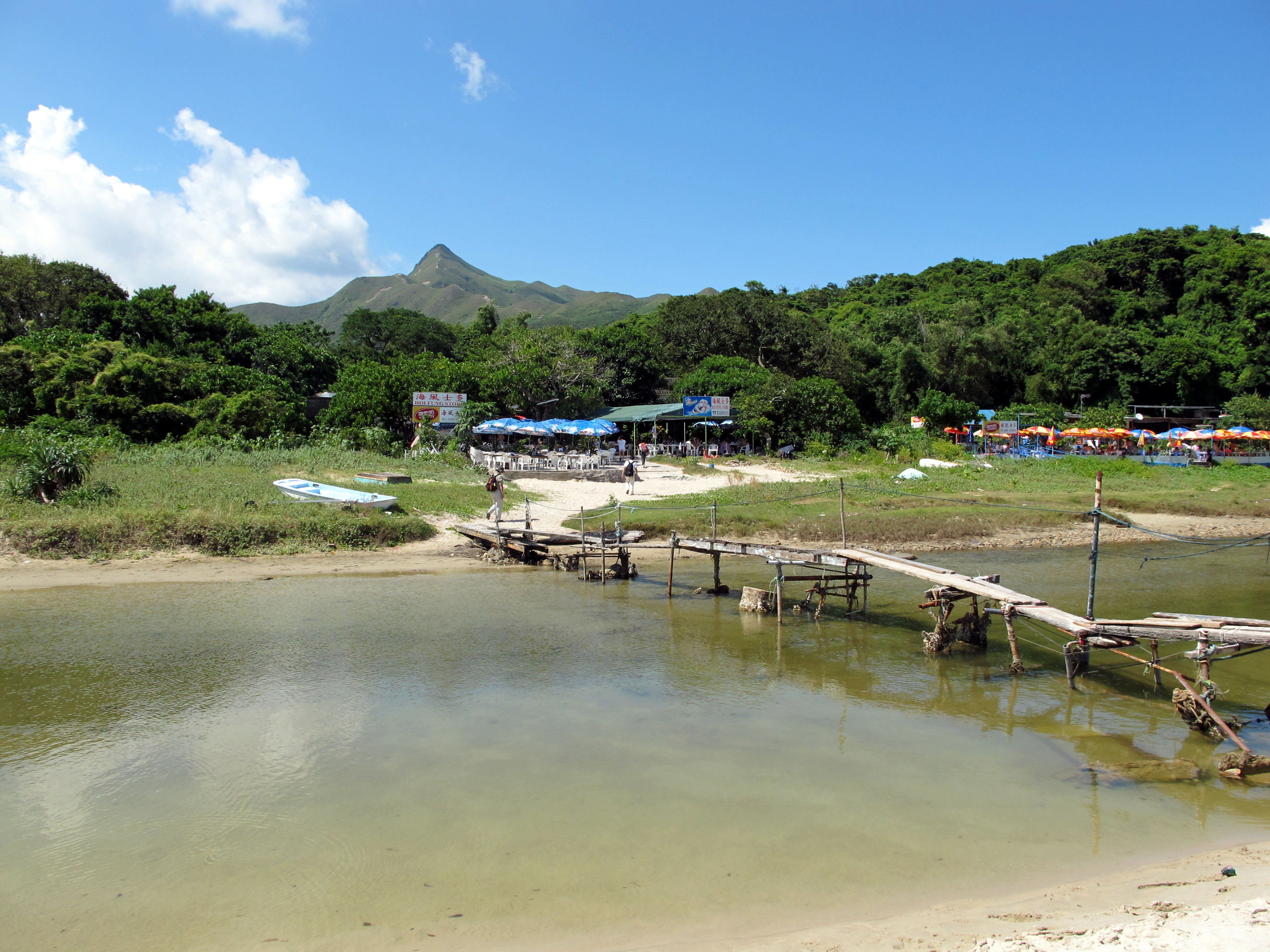
大浪灣附近設士多，可讓遊人休息一會。而前方的「獨木橋」為鹹田灣勝景。

鹹田（英語：Ham Tin）位於香港新界西貢半島東部，西貢大浪灣『四灣一尖』其中的鹹田灣沙灘在鹹田的南部。 此沙灘近年被漁農署列為香港指定露營地點。
鹹田灣沙灘水清沙幼，鄰近西灣，通常一併遊覽。鹹田灣的一條破舊木橋是該地地標之一。
鹹田灣沙灘不適宜游泳。該沙灘水淺，直接東向太平洋等因素使海灘終年出現危險的暗湧，可把泳客拉出海中。香港船員稱鹹田灣為『西貢五大危險沙灘』之一，因此地曾多次發生泳客被沖走遇溺身亡事故。鹹田灣沙灘沒有救生員服務，也沒有防鯊網。

## 地理位置
鹹田位於新界西貢半島東部的大浪灣，屬於典型的鄉村地形，三面環山。其區域包含四個超過200年歷史的鄉村，分別為大浪村、林屋圍、張屋圍以及鹹田村。然而，林屋圍和張屋圍早已被荒廢，現今僅有大浪村和鹹田村仍然存在。

### 海灘
鹹田灣沙灘被政府確認不適宜游泳，而香港船員則稱鹹田灣為『西貢五大危險沙灘』之一，與大浪西灣，大蛇灣，浪茄灣及甕缸灣並列，因此地曾多次發生泳客身亡事故。由於鹹田沙灘水淺，直接東向太平洋及凹字形海灣地理等因素，海灘終年出現危險的暗湧（暗藏的離岸流），可把泳客拉出海中，尤其在入秋吹東風或東北風時最是危險。香港政府在當地已立警告牌提示遊客此海灘不是泳灘。鹹田海灘沒有救生員服務，也沒有政府更衣室或防鯊網等設施。

#### 近年遇溺身亡事故
- 2004年2月25日：56歲食環署外判清潔工人將船隻推出海中免被擱淺時遭大浪捲走身亡。[8]
- 2005年9月17日：30歲男記者在離岸10米地點游泳時被4米高巨浪沖走遇溺身亡。[9]
- 2013年6月23日：來自深圳29歲男子落水暢泳，下午1時疑突被大浪卷走遇溺身亡。[10]
- 2016年7月17日：來自波蘭女大學生喝啤酒後游泳，凌晨時分遇溺身亡[11]
- 2021年7月18日：兩個20餘歲南亞漢在黃色暴雨後被大浪捲走遇溺，一個獲救送院後證實死亡，另一個失蹤。[12]

## 歷史
鹹田的歷史悠久，擁有四條古村包括大浪村、林屋圍、張屋圍和鹹田村。根據古物古蹟辦事處在1997至1998年期間的調查，這些村莊已有多達200年的歷史，當中大約九成的房屋有近百多年的歷史。大浪西灣黎族的家譜提到，他們的祖先在1465年至1487年期間定居在大浪灣及周邊地區。在高峰時期，大浪村大約有600至700名村民居住。鹹田的住民有多達10個姓氏分佈，其中包括詹，張，李，戴，孔，林等。
大浪村是四個村莊中規模最大的一個，在村內設立的村公所更保留至今，完整的保存了舊時香港村莊的傳統建築結構。咸田村中大多數的建築物是戰前建造的，村民的姓氏主要為溫，村民們在鹹田居住了7至8代。相較於大浪村以及鹹田村，林屋圍和張屋圍規模較小，現今村民早已離去，村莊遭到遺棄，現時舊有遺跡皆被植物所覆蓋。古物古蹟辦事處將該地區劃定為「鹹田考古遺址」。
因地理位置因素，村民的主要收入多為農業及漁業。隨著香港工業發展，鹹田交通不便的問題越發變得明顯，大多數的村民為了獲得更好的生活轉而搬到市區，致使村內人口的減少，現時只有約20至30人居住。

## 自然保育
鹹田村鄉村範圍外屬自然保育區，其中東北方向百多米範圍屬具特殊科學價值地點（SSSI），曾經發現受保護植物和易危品種，如密花地寶蘭和屬國家二級保護野生植物的珊瑚菜。

## 村莊

### 鹹田村

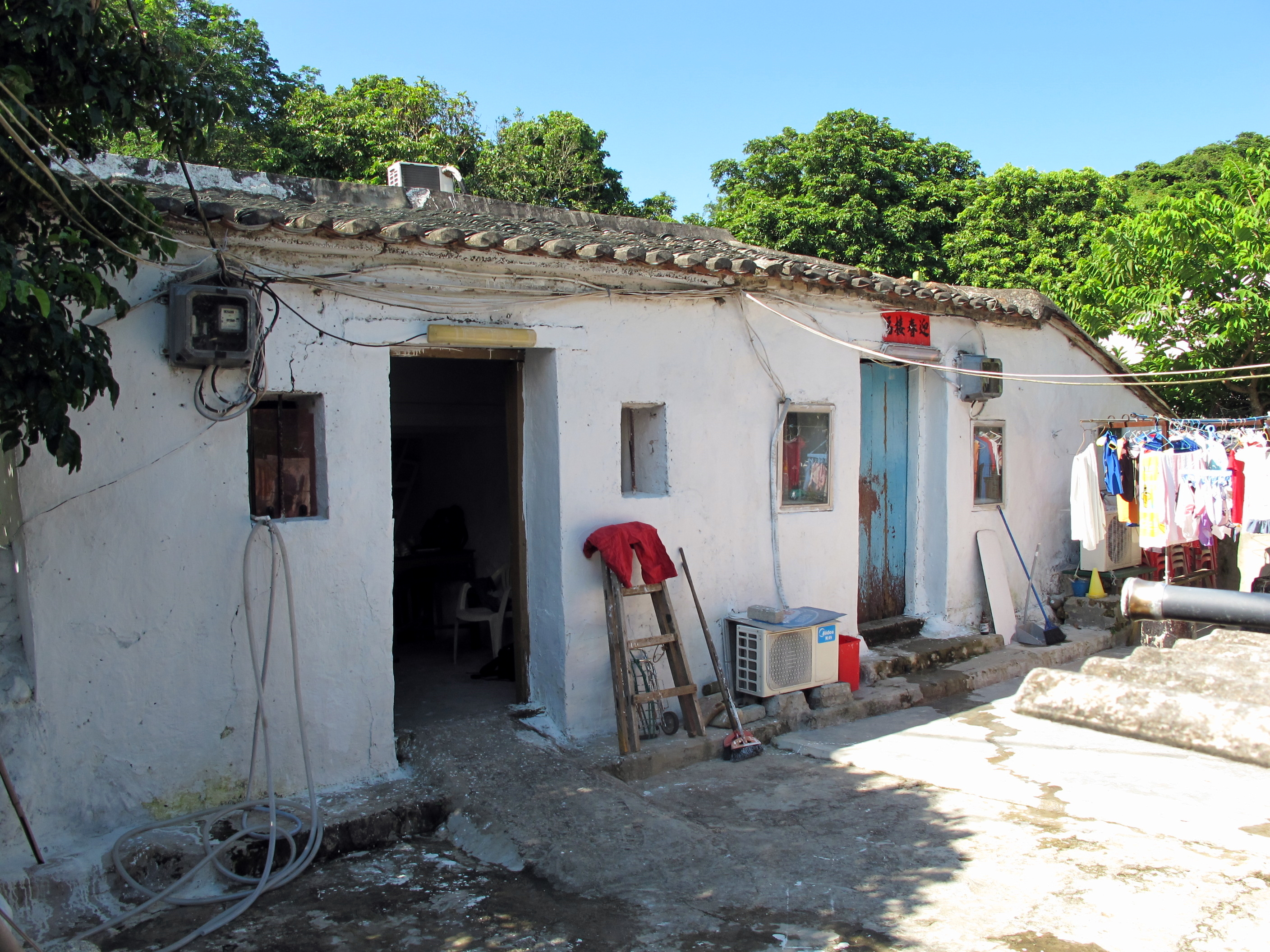
鹹田村

鹹田村是西貢東部大浪地區的一個村莊。過去村民的生活簡單樸素，他們主要依靠捕魚和農業（例如稻米和甘蔗）為生。由於地理位置所限，許多村民需要步行四或至五個小時到牛池灣出售農作物和海鮮，甚至有人選擇乘船將木材運送到筲箕灣和香港仔出售以換取日用品，可見其生活艱辛。1962年超強颱風溫黛破壞鹹田灣碼頭，時至今日，碼頭仍然未有復修，也仍未有再設立渡輪碼頭，交通不便的問題依舊困擾著村民的生活。
鹹田村被認為已有150多年的歷史。溫氏家族的七、八代都在該村居住。很久以前，溫氏家族從中國北方移居至西貢大南湖。大約在150年前，來自大南湖的溫氏三兄弟定居在新界的不同地區，他們分別定居在大埔仔、蠔涌和西貢鹹田村。由此推測定居在鹹田村的溫氏兄弟是該村的始祖。後來，許多村民移民到英國，村內餘下不足十個村民。

### 大浪村(大圍)
大浪村已有260多年歷史，全盛時期有近700人居住，當中以溫姓客家人為主，負責掌管鹹田灣、大灣和大浪東灣。過去，村民們主要依靠捕魚和農業（例如稻米和甘蔗）為生。過去村民的生活簡單樸素，他們主要依靠捕魚和農業（例如稻米和甘蔗）為生。由於地理位置所限，許多村民需要步行四或至五個小時到牛池灣出售農作物和海鮮，甚至有人選擇乘船將木材運送到筲箕灣和香港仔出售以換取日用品，可見其生活艱辛。時至今日，大浪仍未設立渡輪碼頭，交通不便的問題依舊困擾著村民的生活。大浪村已有多達250年的歷史，村民姓氏的主要分佈為陳、張、湛、戴、黎和魏。湛氏家族的祖先湛繼明來自廣東省新塘市，並在清代轉至香港定居於大浪村。嘉慶二十四年版嘉慶版《新安縣志》的（1819年）記載中，寫大浪村當代經由官富司管理。在最繁榮的時候，大浪村約有六、七百名村民居住。如今，許多村民已移民到英國，村內只餘下不足十名村民。

## 歷史建築

### 聖母無原罪小堂 (Immaculate Conception Chapel)

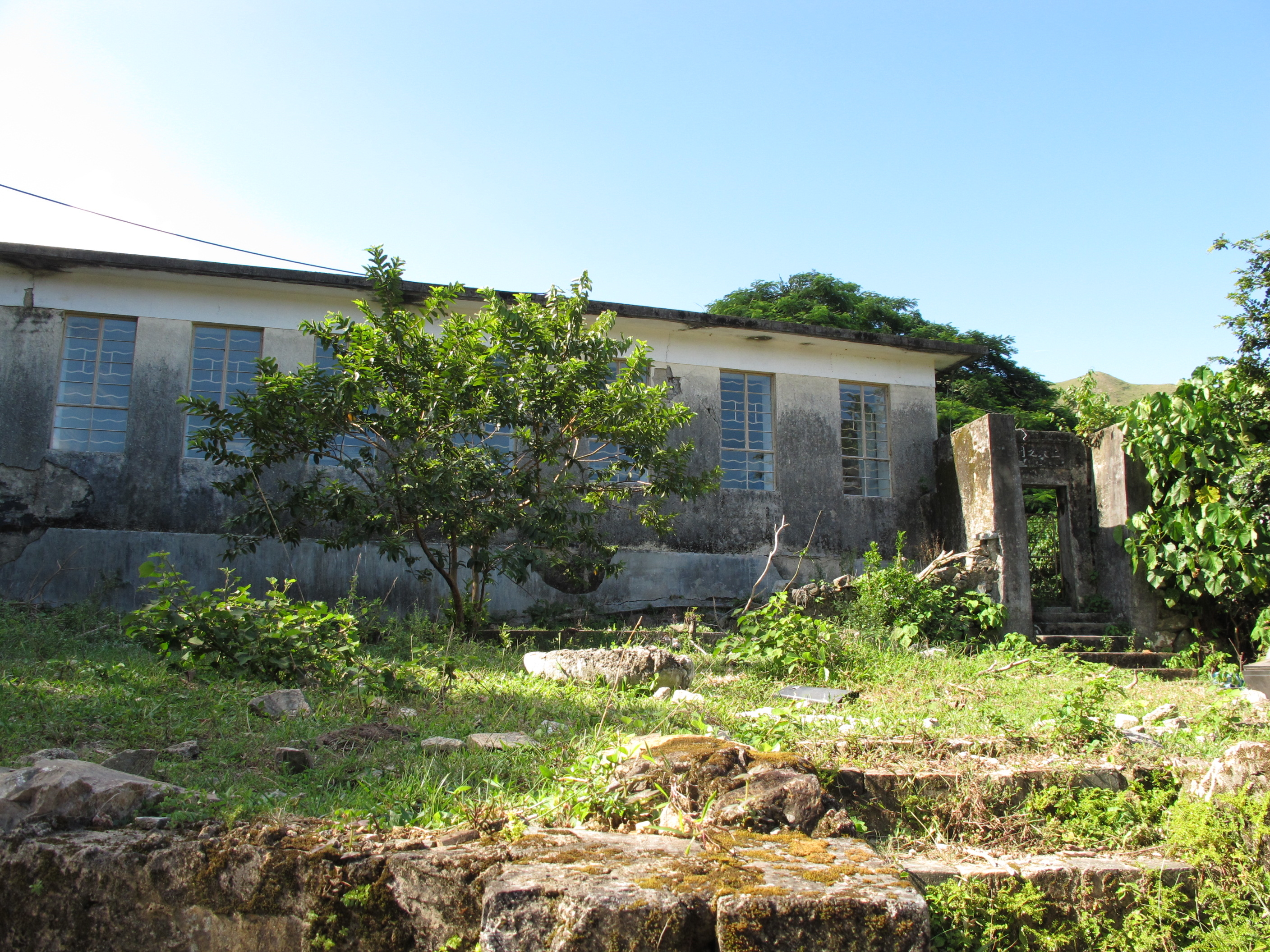
聖母無原罪小堂（2010年）

早在1860年代，羅馬天主教傳教士便對當地的居民提供了很多支援和幫助，幫助改善當地村民的生活水平。例如當時牛痘、天花和感冒發燒是可令人致死的疾病，而傳教士便會為患病的村民種牛痘和派發藥餅，以預防這些疾病。除此以外，他們也會向村民派發食物，如麵條和菜油等基本所需。當地居民慢慢對天主教產生好感，並舉村由佛教改信天主教。天主教傳教士在接觸當地村民後，開始和村民傳授天主教的教義和教授聖經上的知識，更會對一些決定信奉天主教的村民進行洗禮。當時鹹田村的宗教氣氛很重。村內每家的門口也張貼對聯，內容均與聖經和教義有關。其中聖母無原罪小堂在19世紀末曾是西貢最大的天主教教會，大浪灣於20世紀初更一度成為獨立教區。
聖母無原罪小堂建於1867年，原名為大浪堂，位於大浪村，是位於新界東部的天主教教堂之一。後來，天主教的傳教士來到西貢傳福音，並向村民提供幫助，令村内的天主教徒的數量在6年内迅速增加。由於信徒數量的增長，教會決定於1931年重建教堂，將原有的教堂擴大了三分之一，使之可容納200至300人，用作學校、崇拜及彌撒等宗教儀式之用。在1950年代，村内的人口達到600至700人，當中天主教徒超過500人，在1954年更名為聖母無原罪小堂。而在教堂的旁邊有一座修女宿舍，修女會在這裏住宿和居住，方便修女在當地進行傳教的工作。傳教士的工作還包括在有人婚嫁時主持婚禮，在有人即將去世或去世時，進行扶臨終、告解和葬禮。教堂當時為西貢區最大的天主教教堂，擁有最多教徒。因此，大浪村曾被視為香港較早時期的傳教根據地之一。
到1979年，香港受到颱風荷貝的襲擊，教堂再次遭到破壞。於是，教區決定對教堂進行翻新，並拆除原來的鐘樓。後來，隨著城市發展，村民開始遷移到市中心或移民海外，去教堂的信徒人數日漸減少。教堂翻新後於1981年重新開放，並於1988年關閉。

### 育英學校
育英學校位於聖母無原罪小堂旁邊，是村内唯一的小學。戰後初期，因交通不便等因素，村民難以到達市中心。為了給村中的孩子們提供教育，村民在傳教士的協助下成立了育英學校。後來，由於村莊人口逐漸減少，在校學習的學生人數大幅下降，該校漸漸荒廢，並於1988年起與小禮拜堂一起關閉，現已荒廢。

## 發展爭議
2015年2月，漁護署助理署長薛漢宗向城規會申請在政府土地興建5間丁屋，當時收到1.8萬份反對意見，而古蹟辦及康文署以該處應保留鄉村原貌及完整為由表示反對，城規會於同年4月否決申請。 到2016年3月，薛家再向城規會申請建屋，公眾諮詢在2016年5月6日截止。截至2017年1月13日，城規會公佈項目收到9,208份支持的意見書，反對只有611份。不過記者發現支持的意見不少都一式一樣，而最終城規會有條件批准項目。保育團體長春社擔心有關丁屋發展是不良先例，將陸續有來。